# Залесье (Чемеровецкий район)
Залесье (укр. Залісся) — село в Чемеровецком районе Хмельницкой области Украины.
Население по переписи 2001 года составляло 260 человек. Почтовый индекс — 31621. Телефонный код — 3859. Занимает площадь 0,686 км². Код КОАТУУ — 6825287003.

## Местный совет
31620, Хмельницкая обл., Чемеровецкий р-н, с. Свершковцы, ул. Ленина, 4